# 死亡擱淺2：冥灘之上
《死亡擱淺2：冥灘之上》是小岛工作室開發並由索尼互動娛樂發行在PlayStation 5平台上的动作冒险游戏，於2025年6月26日公開發售，為《死亡擱淺》（2019）的續作，並由小岛秀夫一手包辦編劇、監製和製作人，也是小岛工作室自獨立後的第二部作品兼與索尼的第二次合作。

## 開發
小島秀夫在2020年前的某個時段開始撰寫《死亡擱淺》續作的故事，但COVID-19病毒不久之後肆虐全球，他便隨即重寫其劇本，以反映疫情對世界人口的影響。2020年3月，在作中飾演主角山姆·波特·布橋斯（Sam Porter Bridges）的諾曼·李杜斯表示不排除和這位集總監、編劇、製作人與遊戲設計師於一身的鬼才再一次合作 。雷杜斯在2022年5月接受媒體採訪時證實《死亡擱淺》的續作剛開始進入開發進程。小島為此發推，用三張照片打趣地描述雷杜斯已「因違反保密協議而被懲罰」，而不久前他才暗示有意把《死亡擱淺》開發成系列作品。同年十月，小島秀夫透過一系列預告圖宣佈艾丽·范宁將加入新作的演員陣容。
在2022年遊戲大獎上，小島工作室公開新預告片，證實飾演「翡若捷」（Fragile）和希格斯（Higgs）的蕾雅·瑟杜與特羅伊·貝克將重返演出，同時宣佈忽那汐里加入演員陣容。此外，新川洋司及路德維格·福塞爾（Ludvig Forssell）亦分別回歸擔任美術設計師和音樂總監。而初代备受好评的冰岛单人乐队低吼在2022年10月去世后，其若干首未发表的歌曲被其家人授权在本作中使用。

## 行銷與發行
在2024年2月的PlayStation State of Play直播節目上，小島秀夫在一段10分鐘預告片中披露更多有關《死亡擱淺2：冥灘之上》的細節，其中包括全新的遊戲玩法展示、芬妮飾演角色的名字「忒明蘿」（Tomorrow），以及分別客串演出新角色「焦油人」（Tarman）和「偶人」（Dollman）的乔治·米勒/馬提·羅恩與法提·阿金/強納森·魯米。拍攝和動作捕捉在同年5月完成，但小島補充道遊戲仍處於「調整階段」，需要至少一年時間才可正式發行。
2025年3月9日，小島工作室釋出一預告片公佈遊戲的發售日期，也透露尼古拉斯·温丁·雷弗恩/戴倫·雅各（Darren Jacobs）將回歸飾演「心人」（Heartman）、新角色——尼爾（Neil，路卡·馬里內利飾）、露西（Lucy、艾莉莎·榮格飾）、「總統」（The President，阿拉斯泰爾·鄧肯飾）與飾演「醫生」（Doctor）的黛博拉·威爾森，而木童則與福塞爾共同譜寫配樂。《死亡擱淺2：冥灘之上》在2025年6月26日登陸PlayStation 5平台，其中預購者可在遊戲內獲得短尾矮袋鼠全息圖與三款腿部外骨骼；典藏版除了能在發售日前兩天搶先體驗作品外，還包括收藏盒、15吋「麥哲倫號」人形雕像、3吋「玩偶人」模型、概念藝術卡片、小島秀夫的致謝函和特有機槍、貼紙和前述的三款腿部外骨骼等遊戲內物品。
2025年7月，在Bilibili World上，小岛秀夫宣布游戏在未来将以免费DLC的形式加入中文语音。

## 獲得獎項與提名
| 年份 | 獎項     | 類別         | 結果 | 來源   |
| ---- | -------- | ------------ | ---- | ------ |
| 2023 | 金摇杆奖 | 最受期待遊戲 | 提名 | [ 16 ] |
| 2024 | 遊戲大獎 | 最受期待遊戲 | 提名 | [ 17 ] |